# 12860 Терні
12860 Терні (12860 Turney) — астероїд головного поясу, відкритий 22 травня 1998 року.
Тіссеранів параметр щодо Юпітера — 3,504.